# Dobolii de Sus, Covasna
Dobolii de Sus (în maghiară Feldoboly) este un sat în comuna Boroșneu Mare din județul Covasna, Transilvania, România. Se află în partea de sud a județului, la poalele nordice ale munților Întorsurii.

## Personalități
- János Bodola (1754-1836), superintendent (episcop) reformat